# Félix prêtre de Nole
Pour les articles homonymes, voir Félix.
Ne doit pas être confondu avec Félix de Nole.
Saint Félix prêtre de Nole a vécu au IIIe siècle. Il est fêté le 14 janvier.
D'origine syrienne, il devint lecteur, exorciste puis prêtre. Jacques de Voragine, dans sa Légende dorée, raconte qu'il aurait été chargé de ramener l'évêque de Nole, Maxime, qui s'était mis à l'abri des persécutions de l'empereur Dèce. Il aurait après la mort de l'évêque refusé la charge épiscopale, et par la suite, confessant ouvertement sa foi, aurait été livré à ses élèves qui l'auraient tué avec des stylets et des poinçons. Cependant, certaines sources affirment qu'il ne fut pas martyr, mais seulement confesseur, une confusion a pu exister avec saint Félix de Nole, qui, lui, a bien souffert le martyre.

## Liens
- Ressource relative à la littérature :   - Archives de littérature du Moyen Âge
- Notices dans des dictionnaires ou encyclopédies généralistes :   - Britannica
  - Deutsche Biographie
  - Gran Enciclopèdia Catalana
- Notices d'autorité :   - VIAF
  - LCCN
  - GND
  - Espagne
  - Pologne
  - Vatican
  - Tchéquie
  - WorldCat